# A horvát labdarúgó-válogatott szövetségi kapitányainak listája
A horvát labdarúgó-válogatott szövetségi kapitányai
- Utolsó elszámolt mérkőzés: Horvátország–Wales: 2–0, 2012. október 16.

| Név               | Időszak   | M   | Gy  | D  | V  | Győzelmek (%) | Szerzett pontok átlagban | Eredmények                                       |
| ----------------- | --------- | --- | --- | -- | -- | ------------- | ------------------------ | ------------------------------------------------ |
| Dražan Jerković   | 1990–1991 | 3   | 3   | 0  | 0  | 100.00        | 3.00                     |                                                  |
| Stanko Poklepović | 1992      | 4   | 1   | 1  | 2  | 25.00         | 1.00                     |                                                  |
| Vlatko Marković   | 1993      | 1   | 1   | 0  | 0  | 100.00        | 3.00                     |                                                  |
| Miroslav Blažević | 1994–2000 | 73  | 36  | 22 | 15 | 49.31         | 1.78                     | 1996-os EB - Negyeddöntő 1998-as VB - 3. hely    |
| Mirko Jozić       | 2000–2002 | 18  | 9   | 6  | 3  | 50.00         | 1.83                     | 2002-es VB - Csoportkör                          |
| Otto Barić        | 2002–2004 | 24  | 11  | 8  | 5  | 45.83         | 1.70                     | 2004-es EB - Csoportkör                          |
| Zlatko Kranjčar   | 2004–2006 | 25  | 11  | 8  | 6  | 44.00         | 1.64                     | 2006-os VB - Csoportkör                          |
| Slaven Bilić      | 2006–2012 | 65  | 42  | 15 | 8  | 64.62         | 2.17                     | 2008-as EB - Negyeddöntő 2012-es EB - Csoportkör |
| Igor Štimac       | 2012–     | 5   | 3   | 1  | 1  | 60.00         | 2.00                     |                                                  |
| Összesen          | Összesen  | 218 | 115 | 63 | 40 | 52.75         | 1.87                     |                                                  |